# 정 장공

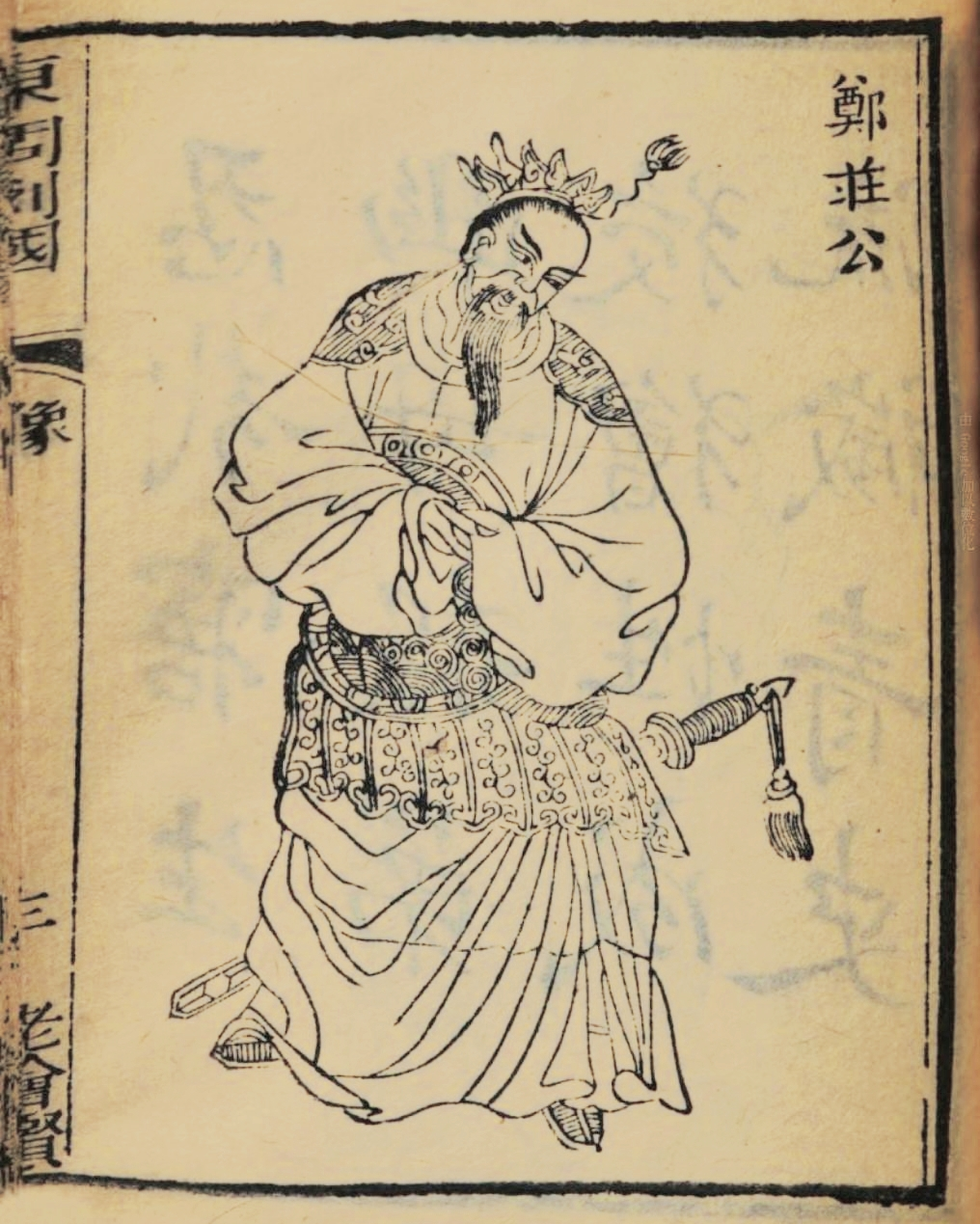
정장공

정 장공(鄭 莊公, 기원전 757년 ~ 기원전 701년, 재위: 기원전 744년 ~ 기원전 701년)은 중국 춘추 시대 정나라의 제3대 임금으로, 휘는 오생(寤生)이다. 정 무공(鄭 武公)과 정비 무강(武姜)의 적자다. 《한서》에서는 후한 명제의 이름을 피해 정 엄공(鄭 嚴公)으로 기록되었다.

## 사적

### 즉위 전
난산으로 태어났기 때문에, 이름도 역산(逆産)을 의미하는 오생(寤生)으로 지어졌다. 참고로 오(寤)는 거스르다(逆)의 뜻을 지닌 오(牾)와도 통한다. 이로 인해, 어머니가 싫어했고 그 반대급부로 아우 공숙단(共叔段)을 사랑했다.

### 공숙 단의 난
기원전 745년, 아버지가 죽자 뒤를 이어 정백이 되었다. 무강은 글을 지어 무공이 즉위하고 3년간 위나라에 머무느라 신하들에게 국정을 맡긴 것을 본받아 장공도 3년간 무공의 상을 치르기만 하고 정사는 신하들에게 오로지 맡길 것을 권고했고, 장공은 이를 따랐다. 1년 후인 소상 때, 대부들의 대표로서 변보(邊父)가 정치에 나설 것을 청했으나 이를 거절했다. 무강은 단에게 봉읍으로서 제읍(制邑)을 줄 것을 청했고, 장공이 이를 거부하자 경성(京城)을 주기를 요청하니 이를 승낙하였다. 채중이 너무 큰 읍을 주었다고 간언했다. 경성에 봉해지면서 단은 경성대숙(京城大叔) 혹은 태숙단(太叔段)으로 칭해졌다.
정 장공 22년(기원전 722년), 태숙 단이 무강과 호응하여 본국을 치려 하자, 정 장공은 드디어 군사를 일으켜 단을 치고, 단의 봉읍 경성을 치니 경성 사람들이 단을 배반했다. 단은 언(鄢)으로 도망했고, 정 장공은 추격하여 언을 치고, 단은 다시 공(共)나라로 도망갔다. 이로써 단은 ‘공숙단(共叔段)’으로 칭해졌다. 장공은 무강을 성영(城穎)으로 옮기고, “황천(黃泉, 저승)에 가기 전까지는 만나지 않겠다.”라고 맹세했다. 그러나 이를 후회했고, 이듬해 영고숙(穎考叔)이 황천(지하수)에서 만나면 된다고 진언하자 이를 따라 굴을 파서 어머니를 만나고, 화해했다.
한편, 단의 아들 공손활(公孫滑)이 위(衛)나라로 도망갔고, 위나라는 정나라의 늠연(廩延) 땅을 탈취했다. 정나라는 주(周)나라 천자의 군대인 왕사(王師)와 괵(虢)나라 군대를 거느리고 위나라를 쳤으며, 또 주(邾)나라에도 원군을 요청했다. 이듬해(기원전 721년), 위나라를 쳐 공손활의 난을 징계했다.

### 주 왕실과의 관계
정나라 시조 할아버지 정 환공 정백 우(鄭 桓公)는 주 왕실의 사도(司徒)였고, 아버지도 주 왕실의 경사(卿士)를 지냈으며, 정 장공 자신도 아버지의 경사 직위를 세습했다. 나중에 주 평왕(周 平王)이 괵공(虢公)에게 장공의 권한 반을 주려 하자, 장공과 평왕 사이에 틈이 생겨 주나라에서는 왕자 호를, 정나라에서는 세자 홀을 각기 인질로 내어주었다. 정 장공 24년(기원전 720년), 주 평왕이 죽자 주나라에서는 괵공에게 집정을 맡기려 했다. 정나라에서는 채족이 주나라를 침입하여 주나라 곡식을 취하게 해, 주나라와 정나라의 사이는 악화되었다. 정 장공 27년(기원전 717년), 정 장공은 처음으로 주나라에 조현했다. 주 환왕(周 桓王) 정나라에서 곡식 노략질한 것에 분노하여 무례하게 대했다. 주공 흑견(周公 黑肩)은 주나라가 낙양으로 천도할 때 정나라가 보좌했으므로 잘 예우하기를 왕에게 권했다. 정 장공 29년(기원전 715년), 태산(泰山)의 제사에 쓰도록 정나라가 받은 노(魯)나라 경내의 월경지 탕목읍(湯沐邑)을, 정나라 경내에 있는 노나라의 시조 백금(伯禽)의 아버지 주공 단(周公旦)의 묘가 있는 허전(許田)과 맞바꾸었다. 이는 정나라가 더 이상 주 왕의 대리로서 태산의 제사를 지내지 않겠다는 뜻이다. 이 교섭은 4년 후, 정나라에서 벽옥을 얹어 줌으로 마무리되었다. 이해 8월에는 제 희공(齊 僖公)과 함께 주왕께 조현했다.
정 장공 30년(기원전 714년), 주나라의 좌경사로써 주 왕실에 실례한 송나라를 토벌했다.
정 장공 32년(기원전 712년), 주 환왕은 정나라의 네 고을을 취하고, 대신 소분생의 영지에서 열두 고을을 정나라에 주었는데, 이미 소분생이 배반한 탓에 그 고을들은 주왕이 줄 수도 없는 땅인지라 사실상 정나라 땅을 빼앗기만 한 셈이었다.
주 환왕은 기어이 정 장공의 정권을 빼앗았고, 정 장공이 원망하여 조현하지 않자 주 환왕은 정 장공 37년에 채나라, 위나라, 진나라와 함께 정나라를 정벌했다. 그러나 정 장공은 이를 막아내고 오히려 주왕의 군대를 패배시켰으며, 주왕은 축담(祝聃)의 화살을 맞아 어깨가 크게 상해를 입었다.

### 제후들과의 관계
정 장공 24년(기원전 720년), 송 상공이 즉위하자, 전 임금의 아들 공자 빙은 정나라로 도망했다. 정나라는 공자 빙을 도왔다. 한편, 위나라에서는 공자 주우가 위 환공을 암살하고 임금이 되었는데, 정나라가 공손활을 도운 위나라를 친 원한을 갚아 나라를 안정시키고자 하고 공자 빙을 우환거리로 여기는 송 상공과 연합했다. 또 진나라, 채나라는 위나라와 화목했기 때문에, 이 네 나라는 정나라를 공격했다. 가을에는 송 상공이 노나라에도 원군을 요청했고, 노 은공은 사절했으나 노나라 대부 공자 휘가 멋대로 군사를 이끌고 나아가, 다섯 나라 연합군은 정나라를 패퇴시키고 벼를 약탈했다.
정 장공 26년(기원전 718년), 위나라에 보복전을 하여 위나라 목 땅에 쳐들어갔으며, 위나라가 남연나라의 군사를 이끌고 정나라로 쳐들어오자 이를 무찔렀다. 한편, 송나라가 주(邾)나라를 치자 왕군을 거느리고 주나라 군사와 연합하여 송나라를 쳐 도성 외곽까지 들어가, 송나라에도 보복했다. 송나라는 장갈(長葛)을 쳐 보복했다.
정 장공 27년(기원전 717년), 작년에 노나라가 송나라의 구원 요청을 거절하자 노나라에 사신을 보내, 적대 관계를 청산하고 우호를 맺었다. 한편 5월에는 진나라를 쳐 많이 노획했다. 작년에 정 장공은 진나라와 우호를 맺고자 했고, 공자 타도 진 환공에게 허락하도록 청했으나 받아들이지 않았었다. 송나라에게 장갈을 빼앗겼다.
정 장공 28년(기원전 716년), 송나라와 강화하였다. 또 진나라와도 강화했고, 아직 주나라에 인질로 있는 세자 홀(忽)을 진 환공의 딸과 혼인시켰다.
정 장공 29년(기원전 715년), 제 희공의 주선으로 송나라, 위나라와 화해했다.
정 장공 30년(기원전 714년), 주왕의 군사를 거느리고 주왕에게 조현하지 않는 송 상공을 쳤다. 정 장공은 주왕의 명령으로 노나라에 송나라 토벌을 고했고, 노나라는 제나라와 회견하여 송나라 토벌을 논의했다. 북융이 정나라에 쳐들어오자 공자 돌의 계책을 써서 이를 무찔렀다. 정 장공 31년(기원전 713년) 제 희공, 노 은공과 회견했다. 노나라가 6월 7일에 단독으로 송나라 군대를 무찌르자 정 장공은 6월 15일에 송나라의 고 땅을, 6월 25일에 방 땅을 취하고 노나라에 주었다. 한편, 채나라, 위나라, 성나라는 정나라가 송나라 치라고 선포한 왕명을 따르지 않고, 위나라는 오히려 송나라와 손잡고 정나라를 쳤다. 송나라와 위나라는 뒤늦게 채나라 군사를 불러 대나라를 함께 공격했고, 세 나라 군대가 불화하자 정 장공은 이들을 쳐 모조리 사로잡았다. 겨울에는 제나라와 손잡고 성나라를 쳤다.
정 장공 31년(기원전 713년), 제 희공, 노 은공과 연합하여 허나라를 쳐 그 국성을 함락하니 허장공은 위나라로 달아났다. 정나라는 허나라를 둘로 나누어 동쪽에 허장공의 아우 허숙에게 주고, 서쪽은 공손획(公孫獲)에게 주되 자신이 죽으면 공손획에게 허나라에서 떠나도록 했다. 이해에 식나라가 정나라와 '언어 문제'[違言]로 쳐들어왔으나, 이를 대패시켰다. 겨울 10월에는 괵나라 군사를 거느리고 송나라를 쳐 보복했다.
노나라에서 환공이 은공을 시해하고 군위에 오르는 사건이 일어나자, 정 장공은 환공과 우호를 맺었다.
정 장공 32년(기원전 712년), 송나라에서 상공이 시해당하는 변이 일어나자, 노 환공, 제 희공, 진 환공과 회합하여 이를 평정하고자 했으나, 이들은 모두 송나라의 뇌물을 먹고 임금을 시해한 화독(華督)을 태재(太宰), 즉 재상으로 세웠다. 한편, 남방의 초나라가 강성해지자, 채 환후와 만났다.
정 장공 37년(기원전 707년), 제 희공과 함께 기나라에 조현하면서 기나라를 치고자 했으나, 들통났다.
정 장공 38년(기원전 706년), 북융이 제나라를 공격하자 제나라의 구원 요청에 응해 태자 홀을 파견했다. 이때 노나라에서 음식 나눠주는 순서를 작위 순으로 하자, 홀이 군공이 있다 하여 분노하여 노나라와 정나라, 제나라 사이에 틈이 생겼다.
정 장공 39년(기원전 705년), 7년 전에 주왕이 준 고을 중 맹(盟) · 향(向) 두 고을이 정나라에 화평을 청했다가 배반했다. 정 장공은 제나라, 위나라와 함께 두 고을을 쳤고, 주왕은 두 고을 사람을 겹으로 옮겼다.
정 장공 43년(기원전 702년), 3년 전의 원한으로 인해 제 희공, 위 혜공과 함께 노나라 낭 땅에서 전쟁했다. 정 장공 44년(기원전 701년), 제나라, 위나라와 회맹했다.

### 후계 문제
정 장공은 등만(鄧曼)과 혼인하여 태자 홀(忽)을 낳았으나, 궁중에는 총애하는 여자가 많았고, 열한 명의 아들을 더 두었다. 이들 중 공자 돌(公子 突), 공자 미(公子 亹, 혹은 鄭子 亹), 공자 영(公子 嬰, 혹은 鄭子 嬰, 자는 子儀)이 특히 군위를 겨룰 만했다.
정 장공 43년(기원전 702년), 장공이 죽자 제중족(祭仲足, 혹은 祭足, 祭仲)이 세자 홀을 세웠으니 이가 바로 정 소공(鄭 昭公)이다. 그러나 송 장공(宋 莊公)이 개입하여 공자 돌이 즉위하였고, 정 소공은 위나라로 달아났다. 즉위한 공자 돌이 바로 정 여공(鄭 厲公)이 된다. 이후 정 소공, 정자영과 이를 세운 채중족, 정 여공(공자 돌), 정자 미와 이를 세운 고거미(高渠彌) 간의 싸움이 계속되었고, 결국은 채중족이 죽으면서 정 여공(鄭 厲公)이 마지막으로 임금이 되었다.

### 일화
채(祭) 땅을 지키던 봉인(封人) 채족(祭足)을 총애하여 경으로 삼았다.
허(許)나라를 치던 중 영고숙(潁考叔)을 질투하던 공손알(公孫閼)의 활에 맞아 죽었다. 정 장공은 짐승을 써서 영고숙을 죽인 자를 저주하게 했다.그런데 정 장공이 총애하던 공손알의 몸에 영고숙의 혼이 들어와 공손알을 욕하고 공손알은 아홉 구멍으로 피를 흘리며 쓰러져 죽었다.

## 가족 관계
- 부친 : 정 무공(鄭武公)
- 모친 : 무강(武姜)
  - 정 장공
  - 처 : 등만(鄧曼, 정비, 등나라 공녀)
    - 아들 : 정 소공(鄭昭公) 자홀(子忽)

  - 첩 : 옹길(雍吉, 송나라 옹씨의 딸)
    - 아들 : 정 여공(鄭厲公) 자돌(子突)

  -  ?
    - 아들 : 정자 미(鄭子 亹)
    - 아들 : 정자 영(鄭子 嬰)
    - 아들 : 공자 어
    - 기타 일곱 아들

  - 서형 : 원번(原繁)
  - 아우 : 공숙 단(共叔 段)